# NGC 2913
NGC 2913 je galaksija u zviježđu Lavu.

## Vanjske poveznice
- SEDS: NGC 2913